# Rezerwat przyrody Przewłoka
Rezerwat przyrody Przewłoka – rezerwat przyrody położony na terenie gminy Hajnówka, powiecie hajnowskim, w województwie podlaskim.
- Powierzchnia według aktu powołującego: 78,38 ha[1]
- Rok powstania: 1995
- Rodzaj rezerwatu: faunistyczny
- Przedmiot ochrony: fragment Puszczy Białowieskiej ze specyficznymi środowiskami występowania reliktowej fauny motyli odznaczającej się dużym bogactwem gatunków i występowaniem form endemicznych.

Według obowiązującego planu ochrony ustanowionego w 2007 roku, obszar rezerwatu objęty jest ochroną czynną.
Rezerwat „Przewłoka” graniczy z rezerwatami „Kozłowe Borki” i „Lasy Naturalne Puszczy Białowieskiej”.